# Гамзатов, Гаджи Гамзатович
Гаджи́ Гамза́тович Гамза́тов (5 мая 1926, Цада, Хунзахский район, Дагестанская АССР — 6 октября 2011, Махачкала) — советский и российский литературовед, фольклорист, социолингвист и востоковед. Доктор филологических наук (1979), профессор, член-корреспондент АН СССР (1984), академик Российской академии наук (2000), заслуженный деятель науки Российской Федерации (1993), заслуженный деятель науки Дагестанской АССР (1974).

## Биография
Родился в ауле Цада Хунзахского района Дагестана в семье Гамзата Цадасы (1877—1951) — народного поэта Дагестана. По национальности — аварец. Младший брат поэта Расула Гамзатова (1923—2003).
Окончил среднюю школу в с. Арани Хунзахского района ДАССР (1943), Дагестанский государственный педагогический институт (Махачкала, 1948) и отделение журналистики Высшей партийной школы при ЦК KПСС (Москва, 1960). Лаборант, младший научный сотрудник, учёный секретарь Института истории, языка и литературы им. Г. Цадасы Дагфилиала АН СССР (1949—1952); старший научный сотрудник, заведующий отделом Дагфилиала ИМЛ при ЦК КПСС (1952—1957). Учёный секретарь Дагфилиала АН СССР (1962—1963).
Председатель Госкомитета по радиовещанию и телевидению при Совете министров Дагестанской АССР (1963—1970). В 1970 году защитил кандидатскую диссертацию о своём отце «Жизненный и творческий путь Гамзата Цадасы: дореволюционный период». Министр культуры Дагестанской АССР (1970—1972), директор ИИЯиЛ им. Г. Цадасы (1972—1992) — Института языка, литературы и искусства им. Гамзата Цадасы (1992—2004); научный руководитель ИЯЛИ им. Г. Цадасы (с 2005). В 1979 году защитил докторскую диссертацию «Формирование многонациональной литературной системы в дореволюционном Дагестане». Профессор кафедры литературы Дагпединститута (1980—1984);
Член-корреспондент АН СССР c 26 декабря 1984 года по Отделению литературы и языка, академик РАН c 26 мая 2000 года. Председатель президиума Дагестанского филиала АН СССР — Дагестанского научного центра РАН (1990—1998), советник РАН (с 1998).
Руководитель программ международного научного сотрудничества с Институтом перевода Библии (Москва) и с Институтом эволюционной антропологии им. Макса Планка (Лейпциг).
Член Европейского общества кавказоведов, член президиума Общества востоковедов РАН; член научного Совета по изучению и сохранению культурного и природного наследия при Президиуме РАН; член Научного совета ОИФН РАН «Отечественная и мировая литература и фольклор». Член Союза писателей, Союза журналистов и Союза театральных деятелей Российской Федерации.
Председатель президиума Гуманитарного и культурно-просветительского общественного фонда Гамзата Цадасы. Член президиума Комиссии по Государственным премиям в области науки, техники, литературы, искусства и архитектуры при Президенте Республики Дагестан; член Совета старейшин и Совета по русскому языку при Президенте Республики Дагестан. Возглавлял диссертационный совет Д 002.128.01 при Институте языка, литературы и искусства им. Г. Цадасы ДНЦ РАН по специальностям: «Литература народов Российской Федерации», «Фольклористика», «Языки народов Российской Федерации: кавказские языки»; член диссертационного совета в ИМЛИ им. А. М. Горького РАН по специальности «Литература народов Российской Федерации».
Входил в состав редколлегии журналов «Известия РАН. Серия литературы и языка»; «Вестник ДНЦ РАН» (научный редактор раздела «Гуманитарные науки»; «Известия Северо-Кавказского научного центра высшей школы»: общественные науки (Ростов-на-Дону); редакционного совета журнала «Вестник ВЭГУ» (Восточная экономико-юридическая гуманитарная академия), серия «Филология» (Уфа); журнала «Возрождение» (Махачкала); литературно-художественного и общественно-политического журнала «Дружба» (Махачкала); журналов «Кавказ» и «Нартамонга» Центра скифо-аланских исследований (Владикавказ); культурно-просветительского иллюстрированного журнала «Любимая Россия» (Москва).
Действительный член РАЕН, МАИ, Петровской академии наук и искусств, почётный член Адыгской (Черкесской) международной академии наук и Международной академии появляющихся рынков (США). Почётный член Национальной академии наук Грузии (2010).
Скончался 6 октября 2011 года в возрасте 85 лет.

## Награды и звания
- Орден «За заслуги перед Отечеством» IV степени (1999)[6]
- Орден «За заслуги перед Отечеством» III степени (2007)[7]
- Орден Трудового Красного Знамени (1986)[3]
- Орден Дружбы народов (1981)[3]
- Орден «Знак Почёта» (1971)[3]
- Медаль «За доблестный труд в Великой Отечественной войне 1941—1945 гг.» (1946);
- Медаль «В ознаменование 60-летия Победы в Великой Отечественной войне. 1941—1945» (2005);
- Медаль «В ознаменование 65-летия Победы в Великой Отечественной войне 1941—1945 гг.» (2010);
- Заслуженный работник культуры Дагестанской АССР (1968);
- Заслуженный деятель науки Дагестанской АССР (1974);
- Заслуженный деятель науки Российской Федерации (1993)[8]
- Заслуженный деятель науки Республики Ингушетии (2006)
- Заслуженный деятель науки Республики Адыгея (2011)[9]
- Мемориальная медаль Венгерской академии наук «За заслуги в развитии международных научных связей» (1987);
- Премия имени В. Г. Белинского АН СССР за цикл исследований по литературоведению (1988);
- Международная премия им. акад. А. С. Чикобава Академии наук Грузии за вклад в кавказоведение (1998);
- Государственная премия Республики Дагестан в области науки (фольклористика) (1995)
- Серебряная медаль А. С. Пушкина (2001).

## Основные работы
Монографии
- Гамзат Цадаса: Жизнь и творчество до революции. 1877—1917. (1973);
- Формирование многонациональной литературной системы в дореволюционном Дагестане. Истоки, традиции и своеобразие художественной системы (1978);
- Литература народов Дагестана дооктябрьского периода. Типология и своеобразие художественного опыта (1982);
- Художественное наследие и современность. Проблемы преемственности и взаимодействия дагестанских литератур (1982);
- Преодоление. Становление. Обновление. На путях формирования дагестанской советской литературы (1986);
- Дагестан: историко-литературный процесс. Вопросы истории, теории, методологии (1990);
- Национальная художественная культура в калейдоскопе памяти (1996);
- Дагестанский феномен Возрождения. XVI|I—XIX вв. (Махачкала, 2000);
- Дагестан: духовное и художественное наследие. Концептуальный, мировоззренческий и нравственный аспекты (Махачкала. 2004);
- Лингвистическая планета Дагестан. Этноязыковой аспект освоения (М., 2005);
- Избранное: научные статьи, публицистика, очерки, переводы (2006. На авар. яз.)

Сборники и коллективные труды под редакцией Г. Г. Гамзатова
- Перепутанные ноги: Дагестанская сказка для взрослых (на немец. яз.) (1983; 1986);
- Традиционный фольклор народов Дагестана (1991);
- IX международный коллоквиум Европейского общества кавказоведов (1998);
- Достижения и современные проблемы развития науки в Дагестане (1999);
- А. С. Пушкин: Восток. Кавказ. Дагестан (1999);
- Исторические, духовные и нравственные уроки Шамиля (Махачкала, 2000);
- Языки Дагестана (М., 2000);
- XX столетие и исторические судьбы национальных художественных культур (Махачкала, 2003);
- Героические песни и баллады аварцев (2003);
- Русско-аварский словарь (2003);
- Институт языка, литературы и искусства им. Гамзата Цадасы: вчера, сегодня, завтра. К 80-летию основания (1924—2004) (2004);
- Словесная культура Дагестана: логика формирования, опыт тысячелетия. Школа и проекты академика Г. Г. Гамзатова (Махачкала, 2006);
- Наследие как система ценностей: язык, культура, история (Махачкала, 2007);
- Дагестан и Северный Кавказ в свете этнокультурного взаимодействия в Евразии (Махачкала, 2008);
- Русский язык и русская культура как факторы общественного согласия, стабильности и прогресса (Махачкала, 2008);
- Дагестан на перекрестке культур и цивилизаций. Гуманитарный контекст (М.: Наука, 2010);
- Фольклор — родное лоно литературы. (Махачкала, 2010).

Составитель, автор комментариев и предисловия к изданию «Литературное наследие Гамзата Цадасы. Собрание сочинений в 6 томах» (на аварском языке). Руководитель проекта, сопредседатель редколлегии издания «Памятники фольклора народов Дагестана».